# Абдал (цвинтар)
Кладовище Абда́л (крим. Abdal mezarlıq) — основний міський цвинтар у Сімферополі, Автономна Республіка Крим, знаходиться в Київському районі, складається з двох частин: Адба́л-1 (Старий Абдал) та Абда́л-2 (Новий Абдал).

## Опис
Назва походить від поселення Абдал, що вперше згадується у 1778 році у «Відомості про виведених із Криму в Приазов'я християн», і пізніше розділилося на села Ескі Абдал (Загороднє) та Яни Абдал (Біле), які сьогодні є районами міста.
Абдал-1 знаходиться на півночі міста на пагорбі Абдал-Кир за адресою вул. Куйбишева, 251. Його площа становить 73 га. Сьогодні міська забудова районів Ескі Абдал (Загороднє) та Червона гірка впритул підходить до цвинтаря. У північній частині Абдал-1 знаходиться адміністрація всього цвинтаря, у західній — Храм святого великомученика Димитрія Солунського.
Далі на північ за об'їзною дорогою Ялтинської траси знаходиться Абдал-2, за адресою вул. Куйбишева, 261. Його площа становить 98 га, вважається найбільшим в Україні. Обмежується зі сходу мікрорайоном Біле-5, а з півночі адміністративним кордоном міста. У південно-західній частині виділено мусульманський сектор, де є мусульманський ритуальний комплекс.
До цвинтаря ходить міський автобус № 6.

## Історія
Рішення про організацію та землевідведення для цвинтаря проведено у 1964 році.
Поховання розпочалися у 1964—1965 роках.
У 1980-ті роки біля головного входу було збудовано Зал для цивільних панахид, що у 1990-ті роки було передано Сімферопольській та кримській єпархії Української православної церкви Московського патріархату та освячено як Храм святого великомученика Димитрія Солунського.
У 1990-х роках утворився специфічний квартал цвинтаря, який у сімферопольців отримав назву «Алея героїв», що пов'язаний з похованнями місцевих кримінальних авторитетів.
У 2021 році з'явилася інформація, що окупаційна влада хоче відрізати частину мусульманського кладовища під християнські поховання. «Адміністрація» міста звернулася з таким проханням до підконтрольного Росії «муфтіяту Криму» ще восени 2020 року: з 12 гектарів «Абдалу» підконтрольні Росії чиновники просили виділити сім.
У 2023 році на ділянці № 127 цвинтаря Абдал-1 зросла кількість поховань російських військових, що брали участь у вторгнення російської армії в Україну. Окрему ділянку для поховання загиблих військовослужбовців російської армії адміністрація відвела на краю Абдала-2.

## Відомі поховання

### Абдал-1
- Роїк Віра Сергіївна
- Караманов Алемдар Сабітович
- Новиков Анатолій Григорович (режисер)
- Орлов Володимир Натанович
- Богатиков Юрій Йосипович
- Черкасов Олексій Тимофійович
- Мигунова Маргарита Георгіївна
- Сіверський Георгій Леонідович
- Никаноров Василь Іванович
- Богданов Олександр Петрович
- Козіна Валентина Вікентіївна
- Луцький Володимир Олександрович
- Бєлозьоров Іван Павлович
- Орєхов Петро Іванович
- Валерій Федорович Єрмак
- Багров Микола Васильович[8]
- Чемодуров Трохим Миколайович
- Бобашинський Володимир Олександрович
- Стремоусов Кирило Сергійович[9]

### Абдал-2
- Османов Юрій Бекірович
- Музафаров Рефік Ібрагімович
- Казенбаш Наріман Османович
- Аметов Решат Мідатович
- Кокурін Сергій Вікторович
- Мєшков Юрій Олександрович[10]
- Дорохін Владислав Олександрович

## Цікаві факти
У мовлені сімферопольців зустрічають регіоналізми, пов'язані з цвинтарем: «відправитися на Абдал» (померти), «пора на Абдал» (пора на цвинтар)..